# Франкфурт Юниверс

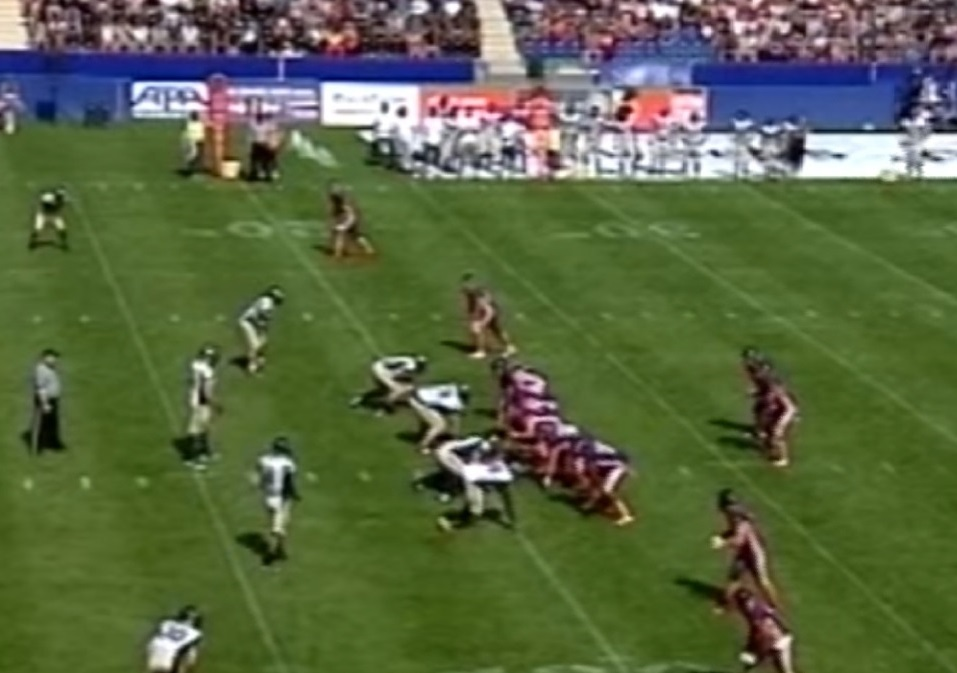
Frankfurt Universe vs. Nürnberg Rams 2015

«Франкфурт Юниверс» (Frankfurt Universe) — клуб по американскому футболу из Франкфурта-на-Майне, выступающий в чемпионате Германии. Клуб основан 18 июля 2007 года. Участник Германской футбольной лиги (ГФЛ). Дебютировав в чемпионате Германии в 2016 году, команда заняла второе место, уступив лишь «Швебиш-Халль Единороги» (Schwäbisch Hall Unicorns). Является правопреемником клуба «Франкфурт Гэлакси» (Frankfurt Galaxy).

## Достижения

### Национальные
- Германии футбольная лига 2 Юг
  -  Чемпион (1): 2015

### Международные
- Европейская футбольная лига / ЕФЛ Боул
  -  Победитель (1): 2016